# Castèlnòu e Valença
Castèlnòu e Valença (en francès Castelnau-Valence) és un municipi francès situat al departament del Gard i a la regió d'Occitània.